# Elektronische Person
Eine elektronische Person, auch E-Person, engl. electronic person ist eine weitgehend autonom agierende Maschine, für die angesichts der technischen Entwicklung ein eigener Rechtsstatus geschaffen werden soll. Insbesondere im geltenden Haftungsrecht ist eine elektronische Person bislang nicht anerkannt. Würde die elektronische Person als Rechtssubjekt anerkannt, dann wären derartige Maschinen Träger von Rechten und Pflichten und stünden gleichberechtigt neben der natürlichen Person und der juristischen Person. Regelungsbedarf besteht z. B. für selbstfahrende Autos, Industrieroboter, Pflegeroboter, Roboter im Haushalt sowie Drohnen.

## Motivation
Wer haftet bei einem Fehlverhalten einer autonom handelnden Maschine? Auf diese Frage gibt es noch keine eindeutige Antwort, da die Ursache für das Fehlverhalten bei einer derartigen Maschine oft nicht ermittelt werden könne und die Rechtslage noch größtenteils ungeklärt sei.

## Stand
Das Europäische Parlament hat eine mögliche Regelungslücke erkannt und im Januar 2017 eine Entschließung verabschiedet. Die Europäische Kommission soll dem Europäischen Parlament einen Vorschlag für eine Richtlinie über zivilrechtliche Regelungen im Bereich Robotik unterbreiten.
Naheliegend ist die Idee, zur Abdeckung von Schäden eine Versicherungspflicht für die autonom agierenden und selbst lernenden Maschinen einzuführen, denn die Entwickler, Vertreiber und Anwender können hier beim Fortschreiten der technischen Entwicklung immer weniger zur Verantwortung gezogen werden. Überlegt wird auch, derartigen Maschinen einen Arbeitslohn zukommen zu lassen, um damit die Versicherungsbeiträge zu bezahlen. Bill Gates fordert, dass Roboter Steuern zahlen sollen in dem Maße, wie für die Einkünfte derer, die sie ersetzen. Damit könnte dem Staat wie auch der Gesellschaft die durch den Robotereinsatz entgehende Lohn- und Einkommensteuer ausgeglichen werden. Dass die Einführung einer elektronischen Person als Träger eigener Rechte und Pflichten zu weiteren juristischen Folgeproblemen führen kann, insbesondere im Bereich des Arbeits-, Straf-, Sachen- und Erbrecht, und ab welchen Kriterien die Schwelle von einer schwachen KI zur elektronischen Person mit den entsprechenden Rechtsfolgen überschritten ist, wurde von Rechtswissenschaftler Hans-Jörg Fischer aufgezeigt.

## Kritik
Bedenken gegen die Einführung der elektronischen Person hat eine internationale Gruppe aus mehr als 250 KI-Forschern, Rechtsprofessoren, Philosophen, Theologen und Unternehmern. In einem offenen Brief an die EU-Kommission hält sie das rechtliche Konstrukt einer elektronischen Person weder für sachgerecht noch für erforderlich. Die Ursachen für das Fehlverhalten autonom agierender Maschinen seien sehr wohl zurechenbar und somit die Frage nach der Haftung bereits nach geltendem Recht zu beantworten. Der Rechtsstatus einer elektronischen Person lasse sich weder aus dem Modell der natürlichen noch dem einer juristischen Person ableiten. Die Zuerkennung menschlicher Rechte bedeute eine Überbewertung der „Autonomie“ von Maschinen und sei nicht vereinbar mit dem Menschenbild der Charta der Grundrechte der Europäischen Union und der Europäischen Menschenrechtskonvention. Auch eine juristische Person repräsentiere stets menschliche Wesen. Eine abwägende Position, die die Möglichkeit einer ethisch verantwortbaren Einführung der rechtlichen Entität der elektronischen Person nicht von vornherein bestreitet, zugleich aber klare Kriterien benennt, denen eine solche Einführung zu unterliegen hätte, haben der Jurist Sönke Ahrens und der Theologe Constantin Plaul ausgearbeitet.